# Tirol (Leichlingen)
Tirol ist ein Wohnplatz in Leichlingen (Rheinland) im Rheinisch-Bergischen Kreis.

## Lage und Beschreibung
Tirol liegt südwestlich von Witzhelden auf einem niedrigen Höhenrücken oberhalb des Zusammenflusses des Liesendahls Bachs mit dem Wersbach, der die Stadtgrenze zu Burscheid bildet. Nachbarorte auf Leichlinger Stadtgebiet sind Windfoche, Eichen, Wilhelmstal, Krabbenhäuschen und Wersbach. Jenseits des Wersbachs auf Burscheider Stadtgebiet liegen Dohm, Blasberg, Paffenlöh, Ober- und Unterwietsche. Abgegangen ist Wiedenbach.

## Geschichte
Der Ort entstand im Jahr 1919, als ein Martin Rombach an der noch heute abgelegenen Stelle ein Wohnhaus für sich errichtete. Der Ortsbereich um den Wohnplatz wurde schon vor der Siedlungsgründung aufgrund seiner Höhenrücken und eingeschnittenen Tälern umgangssprachlich Schweiz genannt. Rombach ließ sich von dieser Bezeichnung anregen, entschied sich aber für den ebenso romantisierenden Namen Tirol, der auf seinen Antrag hin als offizieller Wohnplatzname der Gemeinde Witzhelden behördlich anerkannt wurde.
1928 wurde das Anwesen von Fritz Schwartz und seiner Ehefrau Martha als Alterssitz erworben, die dort bis 1960 lebten. Fritz Schwartz war bis zur Abdankung 1919 der persönliche Fahrer von Kaiser Wilhelm II.
Am 1. Januar 1975 wurde die Gemeinde Witzhelden mit Tirol in Leichlingen eingemeindet.